# Helikopter 6
Helikopter 6 (hkp 6) var den svenska Försvarsmaktens militära beteckning på Bell 206 som licenstillverkades av (dåvarande) Agusta. 

## Historik
Hkp 6 var en lätt helikopter som anskaffades för att ersätta helikopter 2 i både Armén och Marinen och fanns i två varianter: hkp 6A (Armén) samt hkp 6B (Marinen). Arméns krav på helikoptertypen var att den skulle kunna transportera tre fältutrustade soldater 300 km med bränslereserv. Motsvarande krav från Marinen var en aktionstid på 1,5 timme med 300 kg last, två förare samt bränslereserv.
Totalt anskaffades 32 hkp 6 och den var i tjänst fram till 2004. Hkp 6 kom (i sin roll som lätt helikopter) att indirekt ersättas av helikopter 15.
Försvarets materielverk (FMV) har inom sin provorganisation (dåvarande FMV Prov) använt en Bell 206B som var militärt registrerad med typbeteckningen hkp 6C.

## Användning i Arméflyget
Med början 1968 påbörjades leverans av 22 stycken hkp 6A till dåvarande Artilleriflyget. Helikoptern användes främst som en lätt transporthelikopter samt till (taktisk) flygutbildning. Hkp 6A började först användas vid dåvarande Arméns helikopterskola i Boden (anropssignal Zäta), men kom sedermera även att börja användas (vid blivande) Östgöta arméflygbataljon i Linköping (anropssignal Kalle).
Fyra hkp 6A byggdes en tid om till "pansarvärnshelikoptrar" genom att installera ett stabiliseringssystem (för stjärtrotorn) samt ett sikte med videokamera för dokumentation. Inför en filminspelning monterades robotattrapper på en helikopter för att efterlikna en beväpnad helikopter. Helikoptrarna användes sedan i ett studieförsök mellan 1977 och 1978 för att utvärdera helikopterns förmåga att bekämpa stridsfordon, vilket sedermera ledde fram till anskaffningen av ett (verkligt) pansarvärnshelikoptersystem (hkp 9). De hkp 6 som hade använts vid studieförsöket återställdes därefter i ursprungligt skick.
Hkp 6A var i tjänst i Arméflyget fram till 1997, då kvarvarande helikopterindivider överfördes till det nybildade förbandet Helikopterflottiljen.

### Haverier
- Den 14 mars 1974 havererade Z67 när den kolliderade emot den isbelagd sjön Puostijärvi, två omkomna.
- Den 24 april 1975 havererade Z79 när flygföraren förlorade kontrollen över helikoptern under ett skenanfall från en Sk 60 över Avafors varvid kollision med marken skedde, två skadade.
- Den 2 mars 1984 havererade Z68 vid landning norr Tärendö då helikoptern välte vid sättning och huvudrotorbladet slog in i kabinen, en omkommen. Helikoptern reparerades senare.
- Den 21 oktober 1986 havererade Z63 när helikoptern vid frigöring av hänglasten hakade i bördan och välte. En person omkom.

## Användning i Marinflyget
10 hkp 6B anskaffades till dåvarande Marinflyget. Helikoptern användes som lätt transporthelikopter samt till ubåtsjakt, då den kunde utrustas med ubåtsjakttorpeder. Helikoptern hade även uppblåsbara flottörer som medgav nödlandning på vatten. Hkp 6B var i tjänst i Marinflyget fram till 1997, då kvarvarande helikopterindivider överfördes till det nybildade förbandet Helikopterflottiljen.

### Haverier
- Den 18 oktober 1988 havererade Y44, inga skadade.[3]

## Användning i Helikopterflottiljen
År 1998 skapades ett försvarsmaktsgemensamt helikopterförband (Helikopterflottiljen) genom att slå ihop de olika helikopterresurserna i Försvarsmakten. I och med detta överfördes Arméflygets kvarvarande 19 stycken hkp 6A samt Marinflygets 10 hkp 6B till Helikopterflottiljen. I denna organisation fortsatte hkp 6 att användas som en transporthelikopter och var i tjänst i fram till 2004.

## Helikopterindivider
| Tillv. serienr | Militärt reg nr | Fen- nummer | HKP 6_ | Tjänst i Arméflyg | Tjänst i Marinflyg | Tjänst i Hkpflj | Tjänst vid FMV | Kommentar | Bild |
| -------------- | --------------- | ----------- | ------ | ----------------- | ------------------ | --------------- | -------------- | --- | ---- |
| 8069           | 06261           | 61          | A      | 1968–1997         |                    | 1998–2003       |                | |      |
| 8070           | 06262           | 62          | A      | 1968–1997         |                    | 1998–2003       |                | |      |
| 8071           | 06263           | 63          | A      | 1968–1986         |                    |                 |                | Totalhaveri |      |
| 8074           | 06264           | 64          | A      | 1968–1997         |                    | 1998–2003       |                | |      |
| 8075           | 06265           | 65          | A      | 1968–1997         |                    | 1998–2004       |                | |      |
| 8083           | 06266           | 66          | A      | 1968–1997         |                    | 1998–2004       |                | |      |
| 8084           | 06267           | 67          | A      | 1968–1974         |                    |                 |                | Totalhaveri |      |
| 8085           | 06268           | 68          | A      | 1969–1997         |                    | 1998–2001       |                | Haveri 1984, helikopter reparerad                                                                                        |      |
| 8091           | 06269           | 69          | A      | 1969–1997         |                    | 1998–2004       |                | |      |
| 8103           | 06270           | 70          | A      | 1969–1997         |                    | 1998–2003       |                | |      |
| 8104           | 06271           | 71          | A      | 1969–1997         |                    | 1998–2004       |                | |      |
| 8106           | 06272           | 72          | A      | 1969–1997         |                    | 1998–2002       |                | |      |
| 8114           | 06273           | 73          | A      | 1969–1997         |                    | 1998–2004       |                | |      |
| 8115           | 06274           | 74          | A      | 1969–1997         |                    | 1998–2004       |                | |      |
| 8117           | 06275           | 75          | A      | 1969–1997         |                    | 1998–2004       |                | |      |
| 8118           | 06276           | 76          | A      | 1969–1997         |                    | 1998–2002       |                | Står som skjutmål på Robotförsöksplats Norrland                                                                          |      |
| 8119           | 06277           | 77          | A      | 1969–1997         |                    | 1998–2004       |                | |      |
| 8120           | 06278           | 78          | A      | 1969–1997         |                    | 1998–2003       |                | |      |
| 8121           | 06279           | 79          | A      | 1969–1975         |                    |                 |                | Totalhaveri |      |
| 8124           | 06280           | 80          | A      | 1969–1997         |                    | 1998–2001       |                | |      |
| 8125           | 06281           | 81          | A      | 1969–1997         |                    | 1998–2001       |                | |      |
| 8126           | 06282           | 82          | A      | 1969–1997         |                    | 1998–2003       |                | |      |
| 8176           | 06044           | 44          | B      |                   | (1970)–1988        |                 |                | Totalhaveri |      |
| 8204           | 06045           | 45          | B      |                   | (1970)–1997        | 1998–2003       |                | Ommålad till att likna (den första) polishelikoptern SE-HPB och monterad på pelare utanför Polismuseet                   |      |
| 8206           | 06046           | 46          | B      |                   | (1970)–1997        | 1998–2003       |                | |      |
| 8207           | 06047           | 47          | B      |                   | (1970)–1997        | 1998–2002       |                | |      |
| 8208           | 06048           | 48          | B      |                   | (1970)–1997        | 1998–2003       |                | Flygande exemplar (SE-JVB) hos Flygvapenmuseet                                                                           |      |
| 8210           | 06049           | 49          | B      |                   | (1970)–1997        | 1998–2003       |                | Fd, Gate guard vid F 17 Numera utbildningsmateriel vid Knuthahns flygtekniska gymnasium (Kallinge F17)                   |      |
| 8215           | 06050           | 50          | B      |                   | (1970)–1997        | 1998–2002       |                | |      |
| 8218           | 06051           | 51          | B      |                   | (1970)–1997        | 1998–2003       |                | Bevarad vid Aeroseum. Deltog som SE-HLZ i Ymer-expeditionen till Arktis 1980                                             |      |
| 8219           | 06052           | 52          | B      |                   | (1970)–1997        | 1998–2003       |                | Bevarad vid Aeroseum |      |
| 8220           | 06053           | 53          | B      |                   | (1970)–1997        | 1998–2003       |                | |      |
| 8555           | 06054           | 54          | B      |                   | 1991–1997          | 1998–2003       |                | Före detta civilregistrerad Jet Ranger II, ersatte havererade Y44 (1988). Flygande exemplar (SE-HGX) hos Flygvapenmuseet |      |
| 1593           | 06593           | 94          | C      |                   |                    |                 | 19xx–xxxx      | Användes vid Robotförsöksplats Norrland, sedermera såld till civil operatör (SE-HON)                                     |      |